# Majdanećke
Majdanećke (ukr. Майданецьке) – wieś na Ukrainie, w obwodzie czerkaskim, w rejonie zwinogródzkim. 
W 2001 liczyła 2069 mieszkańców, wśród których 2011 jako ojczysty język wskazało ukraiński, 38 rosyjski, 17 mołdawski, 1 białoruski, 1 inny, a 1 osoba się nie zadeklarowała.
W pobliżu wsi znajduje się osada sprzed n.e.